# Las cuatro bodas de Marisol
Las cuatro bodas de Marisol es una película protagonizada por la actriz y cantante Marisol junto al cantante y actor Jean-Claude Pascal. Es la cuarta de las seis películas en las que Marisol compartió cartel con Isabel Garcés. Además, es la primera vez en la que oímos a Marisol cantar y hablar con su voz adulta, si bien Marisol en la época seguía siendo menor de edad (entonces tenía 20 años, y la mayoría de edad se alcanzaba a los 21).

## Argumento
Marisol es una actriz de cine que mantiene un noviazgo con Frank Moore (Jean-Claude Pascal), el director de la película que está rodando. La relación entre los novios va viento en popa y deciden contraer matrimonio. Sin embargo, Marisol está recelosa de que Frank, compinchado con el productor, Gordon, solo quiera casarse para dar publicidad a la película. Por ello, decide tramar un plan: llama a tres antiguos pretendientes y les hace acudir a la boda. Los tres, ante todos los medios que la televisan, exigen que se suspenda la ceremonia, ya que Marisol ya ha dado palabra de matrimonio a los tres.
Marisol, poco después, cuenta las tres historias a Frank, todas ellas protagonizadas por ella, su madre (Isabel Garcés) y cada uno de los pretendientes. En la primera, el pretendiente es Martin (Axel Darna), un cantante inglés que la conoce mientras ella se escapa de un internado en Londres. En la segunda, el pretendiente es Rafael (Emilio Gutiérrez Caba), un maletilla que ella encuentra en el cortijo donde está viviendo. Decide amadrinarle y organiza una corrida para él y hacerle famoso.
En la tercera y última, el pretendiente es el doctor Pierre Durán (Daniel Martín) un médico que trabaja en la selva africana, al que conoce cuando Marisol, que está rodando su primera película con Gordon, interpretando a una monja, se hace pasar por monja auténtica para que la asesora del equipo de rodaje, que debía irse con el doctor, pueda ver a sus padres. Marisol cuenta todas estas historias a Frank, pero su reacción no será la que Marisol espera...

## Temas musicales
- La boda
- Johnny
- La tarara
- Belén Belén (a dúo con Peret)
- La boda (reprise)

Todos los temas están compuestos por Fernando Arbex y Adolfo Waitzman, salvo Belén Belén, compuesta por Peret, y La tarara, canción popular arreglada por Alfonso Sainz.